# 叠氮化溴
叠氮化溴是一种无机化合物，有爆炸性，化学式为BrN3。

## 制备
叠氮化溴由叠氮化钠和溴的反应制得：
NaN3 + Br2 → BrN3 + NaBr